# Habiba Sahoulba Gontchomé
 (juillet 2023).
Habiba Sahoulba Gontchomé est une femme politique tchadienne. Elle a été secrétaire d'Eat aux finances et au budget, ministre de la jeunesse et des sports, et depuis 2019 secrétaire générale de la Fondation Grand Cœur. Elle est la fille de l'homme politique Gontchomé Sahoulba.